# Nichtreduktiver Materialismus
Als nichtreduktiver Materialismus, nicht-reduktiver Physikalismus oder Moderner Emergentismus werden in der Philosophie des Geistes verschiedene Theorieansätze bezeichnet, die zwei Thesen vertreten: 
A) Mentale Zustände sind keine immateriellen Entitäten.
B) Mentale Zustände lassen sich nicht auf physische Zustände reduzieren.
Im Wesentlichen werden die folgenden Positionen als nichtreduktive Materialismen angesehen:
1. Der anomale Monismus von Donald Davidson.
2. Emergenztheoretische Positionen.
3. Manchmal auch der Funktionalismus, wobei dieser mentale Zustände durchaus reduzieren will, allerdings auf funktionale Zustände, die aufgrund der multiplen Realisierung nicht auf physische Zustände reduzierbar sein sollen.